# پم تیگاردن
 پم تیگاردن (انگلیسی: Pam Teeguarden؛ زاده ۱۷ آوریل ۱۹۵۱) یک تنیس‌باز اهل ایالات متحده آمریکا است.